# استرپتوگرامین ای
استرپتوگرامین ای(به انگلیسی: Streptogramin A) گروهی از آنتی بیوتیک‌ها هستند که خود زیر مجموعه ای از خانواده بزرگتری از آنتی بیوتیک‌ها معروف به استرپتوگرامین‌ها می‌باشند. این آنتی‌بیوتیک‌ها توسط باکتری Streptomyces virginiae سنتز می‌شوند.